# Apio Claudio Pulcro (cónsul 54 a. C.)
Apio Claudio Pulcro  fue un senador y cónsul romano de la era tardorrepublicana, destacado miembro de los optimates.
Hijo mayor de Apio Claudio Pulcro (cónsul 79 a. C.), cónsul en 79 a. C., y hermano de Clodio, cobró considerable relevancia como partidario de Sila durante la contienda con Cayo Mario. De su matrimonio nacieron dos niñas, que contraerían matrimonio con Marco Junio Bruto y Pompeyo el Joven respectivamente.

## Carrera política y militar
Se lo menciona por primera vez en 75 a. C. como uno de los acusadores de Marco Terencio Varrón Lúculo. En 72-70 a. C. sirvió en Oriente como tribuno militar con Lucio Licinio Lúculo, desempeñándose como representante del comandante romano en la corte del rey armenio Tigranes el Grande para demandarle la entrega de su yerno Mitrídates VI del reino del Ponto.
En 61 a. C. estaba en Grecia donde recogió estatuas y pinturas para adornar los juegos que contemplaba dar cuando fuera edil curul, pero gracias al favor y la influencia del cónsul Lucio Pisón, obtuvo la pretura en 57 a. C. sin ser antes edil. Fue elegido augur en 59 a. C.
Como pretor presidió algunos juicios por extorsión. Aunque no abiertamente, fue enemigo de Cicerón, ya que tácitamente aprobaba y alentaba las actuaciones de su hermano Clodio.
Como propretor (56 a. C.) recibió la administración de la administración provincial romana de Cerdeña. En abril de aquel año visitó a Julio César en Luca.

## Consulado
En 54 a. C. alcanzó el consulado con Lucio Domicio Enobarbo. Por mediación de Pompeyo se reconcilió con Cicerón. Acusó a Gabinio, hombre de Pompeyo, cuando volvió de su provincia, y apoyó a Cayo Pomptino en su petición de los honores del triunfo. Su falta de honradez quedó en evidencia cuando tuvo que dirigir los comicios para elegir los cónsules del año siguiente, donde recibió una cantidad de cuarenta millones de sestercios de los candidatos Cneo Domicio Calvino y Cayo Memio, pero, descubierto el asunto, los comicios no se celebraron.

## Proconsulado y censura
Apio, sin embargo, reafirmó su derecho a comandar un ejército, correspondiéndole como procónsul la provincia de Cilicia. Apio llegó a su provincia en julio de 53 a. C. y la gobernó dos años con gran avaricia, tiranía y rapacidad; hizo la guerra a los habitantes del Amanus y pidió un triunfo por estas acciones.
Cicerón le sucedió en 51 a. C. y aunque ambos tenían un trato bastante cordial, cuando el orador fue nombrado su sucesor, Apio no pudo ocultar su malestar. Él evitó reunirse con su sucesor, y llevó a cabo otras faltas de respeto. Su disgusto aumentó como producto de una contraorden de Cicerón a sus direcciones y reglamentos.
A su regreso Apio fue acusado por Publio Cornelio Dolabela de soborno, pero gracias a la ayuda del propio Cicerón y del apoyo de Pompeyo, Bruto y Quinto Hortensio Hórtalo fue absuelto.
En 50 a. C. culminó su carrera política obteniendo la censura con Lucio Pisón como colega. Expulsó del Senado a Cayo Salustio acusándole de inmoralidad, aunque la verdadera razón parece estribar en el hecho de que el historiador debiera su carrera política a Cayo Julio César.
En el marco de la lucha de poder entre optimates y populares en que se vio sumida la República antes del estallido de la contienda civil proclamó su adhesión al bando conservador, producto de su relación con Pompeyo y de su enemistad con Curión. Tras el ataque de César sobre Italia (49 a. C.) huyó de la Península. Siguió a Pompeyo, y recibió Grecia como su provincia. Consultó al oráculo de Delfos para conocer su destino, y, siguiendo sus órdenes, fue a Eubea, donde murió antes de la batalla de Farsalia
Escribió un libro sobre augurios, dedicado a Cicerón. Cicerón habla muy bien de sus facultades oratorias. Su hombre de confianza y confidente fue un liberto llamado Phanias